# كلايد إنغل
كلايد إنغل (بالإنجليزية: Clyde Engle) هو لاعب كرة قاعدة أمريكي، ولد في 19 مارس 1884 في دايتون في الولايات المتحدة، وتوفي في 26 ديسمبر 1939 في بوسطن في الولايات المتحدة.

## وصلات خارجية
- كلايد إنغل على موقعبيزبول رفرنس.كوم (الدوري الرئيسي) (الإنجليزية)
- كلايد إنغل على موقعبيزبول رفرنس.كوم (الدوري الثانوي) (الإنجليزية)
- كلايد إنغل على موقع جمعية أبحاث البيسبول الأمريكية (الإنجليزية)